# Charlie Delahey
Frederick Charles „Charlie” Delahey (Pembroke, Ontario, Kanada, 1905. március 19. –   Muskoka, Ontario, 1973. március 17.) olimpiai bajnok kanadai jégkorongozó.
Részt vett az 1928-as téli olimpián, mint a kanadai válogatott tagja. A kanadaiaknak nem kell csoportkört játszaniuk, hanem egyből a négyes döntőből indultak. A támadók összesen 38 gólt ütöttek 3 mérkőzésen és 1-et sem kaptak. Svájcot 13–0-ra, a briteket 14–0-ra, végül a svédeket 11–0-ra verték és így olimpiai bajnokok lettek. Ez az olimpia világbajnokságnak is számított, ezért világbajnokok is lettek. 2 mérkőzésen játszott és nem ütött gólt.
Ez a kanadai válogatott valójában egy egyetemi csapat volt, a University of Toronto csapata, amely amatőr, egyetemi hallgatókból állt. 1927-ben megnyerték az Allan-kupát, amiért a kanadai senior amatőr csapatok versengenek. Ezzel a győzelemmel kiérdemelték a helyet az olimpián.
Aktív kanadai focista volt, valamint curling és golfjátékos.